# Magistratur
Magistratur (lateinisch magistratus, von lateinisch magister) war die Bezeichnung für die höchsten Ämter in der Römischen Republik. Eine Person, die eines dieser Ämter bekleidete, wurde als Magistrat bezeichnet. Die traditionelle Abfolge der Ämter war der Cursus honorum.

## Begriff
Der Begriff magistratus ist seit dem 4./3. Jahrhundert v. Chr. inschriftlich belegt, in der Literatur taucht er erstmals bei Plautus auf. Der Begriff Magistratur ist in der Antike unbekannt. Es ist möglich, dass der allgemeine magistratus-Begriff mit einem spezielleren Begriff, der die genaue Amtsgewalt beschreibt, verbunden war, so bei magistratus potestasve oder magistratus imperiumve.
In der Regel ist der Begriff magistratus auf den Inhaber einer Magistratur, also einen durch eine Wahl bestimmten Träger staatlicher Gewalt, bezogen. Gleichzeitig beschreibt der Begriff aber auch das konkrete Amt, im Plural auch die Summe der einzelnen Ämter römischen oder peregrinen Ursprungs. Zu den Magistraturen zählen am Ende der römischen Republik die Konsulen, die Prätoren, die Ädile, die Volkstribune, die Quästoren, die vigintiviri, das Sonderamt der Censur sowie die Ausnahmeämter Diktator und magister equitum. Den Ausnahmeämtern fehlte zwar die für Magistraturen entscheidende Legitimation durch die Volksversammlung, doch wurden sie durch die außergewöhnliche Machtfülle zum Kanon der Magistraturen mitgerechnet. Beim Amt des interrex und des politisch nur wenig bedeutenden tribunus militum handelte es sich wahrscheinlich nicht um Ämter der Magistratur.
Ein römischer Magistrat hatte nicht sehr viel mit einem Beamten in unserem Sinne gemein, das Amt war ein Ehrenamt und unbesoldet. Ihren Verwaltungsapparat stellten die Magistrate selbst, meist waren es Sklaven und Freigelassene. Nur für besondere Aufgaben wurden den Beamten vom Staat Dienstkräfte zur Verfügung gestellt, die sogenannten apparitores, deren Amtszeit unbegrenzt war (siehe das Kapitel Hilfspersonal der Magistrate). Die Magistrate selbst amtierten jedoch lediglich ein Jahr, die Zensoren 18 Monate. Die Magistrate besaßen auch ein Vetorecht gegenüber Entscheidungen ihrer Kollegen und den niedrigeren Amtsträgern, sofern diese den eigenen Amtsbereich berührten.

## Entwicklung
Die römischen Oberbeamten wurden gewählt, was ein Ergebnis der Ständekämpfe war. Es gab zahlreiche Regelungen für die Reihenfolge, in der man die verschiedenen Ämter im römischen Staat innehaben durfte oder mit welchem Alter der Amtsantritt gestattet war. Die erste Voraussetzung war eine zehnjährige Bewährung in niederen Ämtern. Danach war es potenziell möglich, von der Quästur bis hin zum Konsul aufzusteigen. De facto schafften es nur wenige, die die Ämterlaufbahn begannen, bis zum Prätor oder Consul aufzusteigen.
Der Ursprung der Magistrate ist in der Forschung umstritten, da es für die Frühzeit der römischen Republik keine zuverlässigen schriftlichen Quellen gibt und auch die rückwirkend verfasste annalistische Geschichtsschreibung in solchen Punkten wenig vertrauenswürdig ist. So ist es unsicher, ob es schon Magistrate oder Vorstufen dazu in der Königszeit gab. Ebenso unklar ist, ob das Amt in der frühen Republik ein-, zwei- oder dreistellig war. Eine Besetzung des obersten Magistrates mit einer Doppelspitze ist für die frühe Zeit jedoch nicht anzunehmen, da dies wohl ein Verdienst der Ständekämpfe im 5. und 4. Jahrhundert v. Chr. war. Es ist anzunehmen, dass nach dem Ende des Königtums ein jährlich wechselnder Jahresmagistrat (praetor maximus oder magister populi) an der Spitze des Stadtstaates stand. Diesem Magistrat waren wohl praetores oder tribuni militum beigeordnet.
Infolge der Ständekämpfe um das Oberamt hat sich das Doppelkonsulat, bei dem ein Konsul von den Patriziern, einer von den Plebejern besetzt wurde, durchgesetzt. Hinzu kommt ein patrizischer Prätor als minor collega. Um den in der Folgezeit immer weiter wachsenden Aufgaben sowohl innen- wie auch außenpolitischer Natur Herr zu werden, wurden im Laufe der Zeit weitere Ämter wie Censur und Ädilität geschaffen und andere bereits vorhandene Ämter wie Prätur und Quästur vermehrt. Mit der Lex Hortensia (287 v. Chr.) wurden die Volkstribunen in das vorhandene Ämtersystem eingegliedert.

## Amtskategorien
Es wurden verschiedene Amtskategorien unterschieden. So gab es den Unterschied zwischen den von Patriziern bekleideten Ämtern, den magistratus patricii, und den magistratus plebeii, den im Zuge der Ständekämpfe zu regulären Ämtern gewordenen Institutionen der Plebejer. Zudem wurden die sogenannten kurulischen Magistrate herausgestellt. Diese Ämter verfügten gemäß ihren jurisdiktionellen Befugnissen über bestimmte Amtsinsignien, die sella curulis. Dazu gehörten die Konsuln und die Prätoren als die Oberbeamten und die patrizischen („kurulischen“) Ädilen. Hinzu kommt die Einteilung nach Rang. Unterschieden wird hier nach höheren und niederen Ämtern. Die höheren Ämter sind jene, die in der Volksversammlung Comitia Centuriata (Zenturiatskomitien) gewählt wurden, also die Konsuln, Prätoren und Zensoren, die niederen Ämter die in den comitia tributa (Tributskomitien) gewählten Volkstribunen, Ädilen und Quästoren.

## Promagistrate
Promagistraturen waren kein Amt, sondern eine Verlängerung der Amtsgewalt eines Amtsträgers über die eigentliche Amtszeit hinaus. Seit dem Jahr 327/326 v. Chr. erhielten Magistrate eine solche Verlängerung (prorogatio) nach dem Ablauf ihres Amtsjahres.

## Hilfspersonal der Magistrate
Die Magistrate bedienten sich unterschiedlichen Hilfspersonals, das begrifflich gesammelt wird unter der antiken Bezeichnung apparitores. Die Bedürfnisstruktur für die Amtsverwaltung wurde während der jungen Republik festgelegt. Festgehalten wurde an ihr noch, als Rom längst ein Weltreich war. Die Festlegung der für die Amtserfüllung benötigten Gehilfen orientierte sich damit im Wesentlichen an einem Zuschnitt, der für einen Stadtstaat auskömmlich war.
Soweit man von den Amtsdienern für das Auspizienwesen und die noch ältere Wahrsagung (pullarii, haruspices) absieht, handelte es sich bei den Einsatzkräften – im modernen Sinne waren es am ehesten Verrichtungsgehilfen – um Instrumente für die (un-)mittelbare Gewaltausübung. Amtsgehilfen dieser Qualität waren die mit polizeilicher Gewalt ausgestatteten und der Obermagistratur zugewiesenen Liktoren und die als persönliche Vertrauensleute über die Dauer der Amtszeit zur Verfügung stehenden accensi, weiterhin die vornehmlich für die Untermagistraturen tätigen Amtsboten (viatores), die wieder nur für die Obermagistratur tätigen Ausrufer, Herolde (praecones) und die Schreiber (scribae) der Quästoren und Ädilen. Die Rechtsforschung hat immer wieder erstaunt, dass die Obermagistraten keine Schreiber umgaben, wobei Theodor Mommsen noch davon ausging, dass die Quästoren Hilfspersonal der Konsuln gewesen seien und die Schreiber deshalb unerwähnt geblieben seien. Bedeutung in der Funktion als Amtsgehilfen hatten noch die lohnabhängigen Dolmetscher (interpretes), Architekten, Landmesser (finitores), juristischen Ratgeber (adsessores), welche ohne Salär tätig waren, und die staatseigenen Sklaven (servi publici), wobei letztere besonders während der Kaiserzeit Bedeutung erlangten.
Die Hilfskräfte bildeten Decurien. Die zur Dienstleistung Aufgerufenen, die wohl auch dann bezahlt wurden, wenn sie zum konkreten Dienst nicht herangezogen wurden, konnten sich durch wiederum eigenfinanzierte Ersatzmänner (vicarii) vertreten lassen. Zu Ciceros Zeiten soll gar Handel mit den Vertretungsdiensten betrieben worden sein.
Ständige juristische Beisitzer (adsessores), die als angestellte und damit bezahlte Juristen tätig waren, sind ab dem 2. Jahrhundert n. Chr. nachweisbar. Über die Republik hinweg sind die beiden Hauptgruppen der römischen Amtsschreiber, die der Ädilen und der Quästoren geblieben (scribae aedilicii, scribae quaestorii). Die spärlichen Quellen für die republikanische Zeit verraten, dass Staatssklaven (vereinfacht wurden sie häufig publici genannt) für Aufgaben wie die Gepäckbeförderung und die Brandbekämpfung herangezogen wurden.